# Baker Lake
Qamani'tuaq (Inuktitut:ᖃᒪᓂᑦᑐᐊᖅ "dove il fiume termina"), rinominato Baker Lake nel 1761, è un insediamento di 2 069 abitanti (censimento del 2016) situato nella Regione di Kivalliq, nella regione del Nunavut in Canada.
Situato a 320 km nell'entroterra della Baia di Hudson, questo insediamento si trova molto vicino al centro geografico del Canada, ed è particolare per essere l'unico insediamento artico del Canada nell'entroterra. Il paese è posto allo sbocco del fiume Thelon, sulle coste del lago omonimo.
L'insediamento è servito da un piccolo aeroporto locale, il Baker Lake Airport, che collega il centro all'abitato costiero di Rankin Inlet.

## Storia
Nel 1916, la Hudson's Bay Company stabilì un insediamento di tipo commerciale a Baker Lake, seguito da una missione anglicana nel 1927. La Royal Canadian Mounted Police restò nella zona per una quindicina di anni, fino all'arrivo della prima posta nel 1930. Il primo piccolo ospedale fu aperto nel 1957, seguito a poca distanza di tempo da una scuola.
Nel 1946 gli abitanti erano solo 32, dei quali 25 erano Inuit. Dal censimento del 2016 la popolazione risulta di 2 069 abitanti, con un aumento del 16,4% rispetto al 2006. Il sindaco è David Aksawnee.

## Popolazione

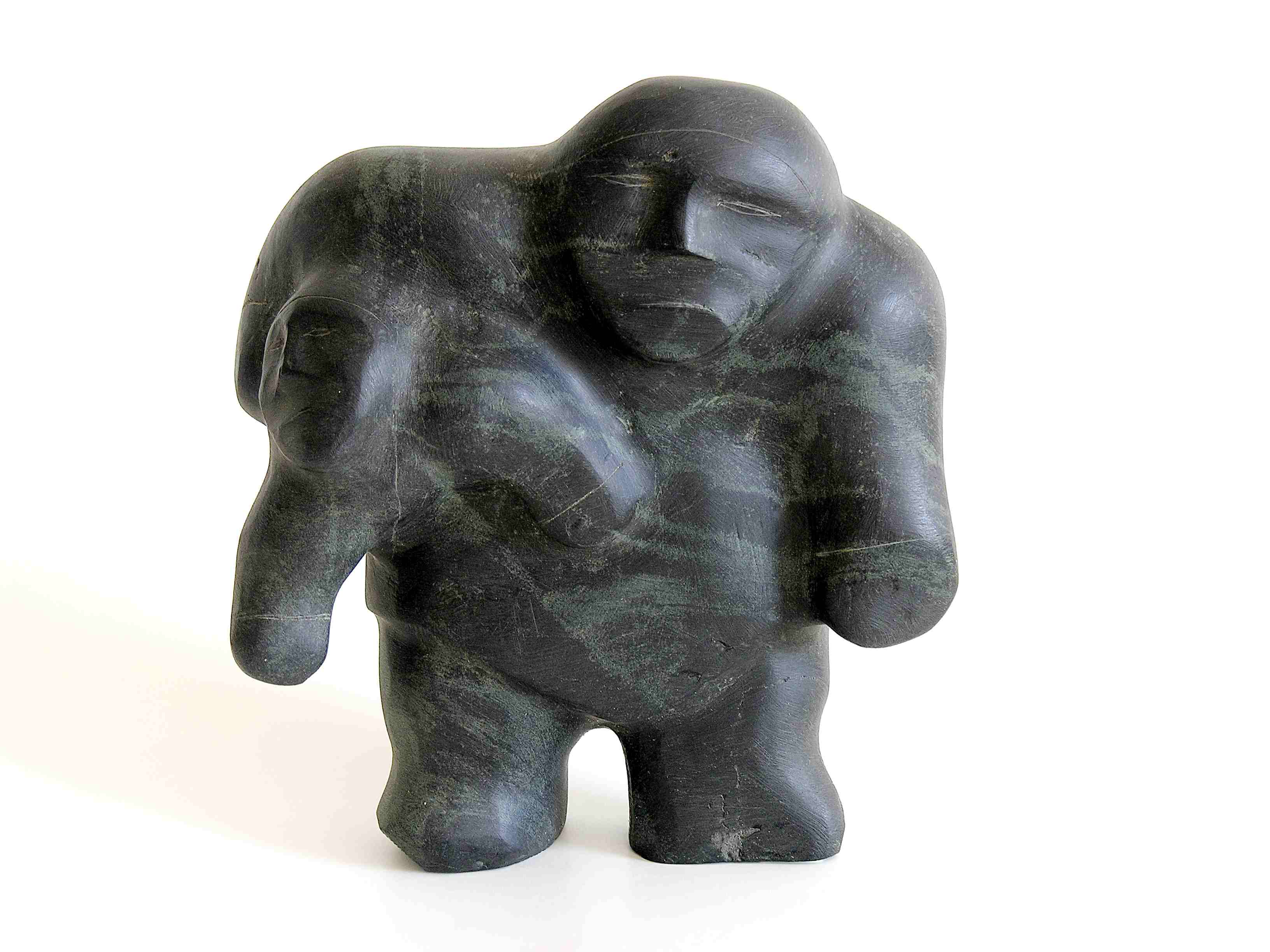
Man and Child, Serpentine (1999). Opera di Barnabus Arnasungaaq.

Baker Lake ospita ben undici gruppi etnici Inuit:
- Ahiarmiut/Ihalmiut, originari del nord del Back River e di Ennadai Lake;
- Akilinirmiut, originari delle Akiliniq Hills e della zona del fiume Thelon;
- Hanningajurmiut, originari del Garry Lake;
- Harvaqtuurmiut, originari della zona del Kazan River;
- Hauniqturmiut, originari del sud di Whale CoveWhale Cove, fra Sandy Point e Arviat;
- Illuilirmiut, originari della Penisola Adelaide;
- Kihlirnirmiut, originari della zona del Garry Lake fra Bathurst Inlet e Cambridge Bay;
- Natsilingmiut, originari della zona fra Gjoa Haven e Repulse Bay;
- Padlermiut, originari della zona fra Baker Lake e Arviat;
- Qaernermiut, originari del basso corso del Thelon, di Baker Lake, e di Chesterfield Inlet, fra Rankin Inlet e Whale Cove;
- Utkuhiksalingmiut, originari del Back River e della zona di Gjoa Haven